# Abu-san
Abu-san (jap. あぶさん) – manga autorstwa Shinjiego Mizushimy, publikowana na łamach magazynu „Big Comic Original” wydawnictwa Shōgakukan w latach 1973–2014. Pierwszy tom mangi ukazał się 15 maja 1974, a ostatni, 107 tom, 28 marca 2014.

## Fabuła
Seria opowiada historię fikcyjnego baseballisty Yasutake Kageury.

## Odbiór
W 1977 roku manga zdobyła nagrodę Shōgakukan Manga w kategorii ogólnej. W 2004 roku Mizushima sprzedał na aukcji prawo do pojawienia się jako postać w Abu-san za ponad 3 miliony jenów w ramach zbiórki pieniędzy dla Mangajapan.
Do 2013 roku seria sprzedała się w ponad 22 milionach egzemplarzy.